# Salvador Mundi
Salvador Mundi és un oli sobre taula d'autor anònim conservada al Museu d'Art de Girona. L'obra està datada del segle xv. La representació de la pintura sobre taula del Museu d'Art de Girona no es correspon a la iconografia general de Salvator Mundi establerta i constant des del Trecento italià, no obstant el títol explícit que l'encapçala, sinó a la tradició més antiga de “retrat verídic” o “verònica” de Crist en la prestigiosa versió posteyckiana del Mandylion i de la Santa Faç. L'autoria de la taula es podria assignar al membre o seguidor del mateix taller tardà de Rogier van der Weyden que pintà el Bust de Crist del revers de la taula amb Retrat d'una dona conservat a la National Gallery de Londres i datable ca. 1460.

## Descripció
La pintura mostra el bust de Crist com a Redemptor, segons explicita la inscripció Salvator Mondi –la primera A de Salvator i la M de Mondi es remarquen com a “alfa” i “omega” [Α/Ω], la primera i l'última lletra de l'alfabet grec, per significar que Crist és principi i final de la història humana–. No obstant això, els trets de la imatge representada no es corresponen pas als associats a la iconografia de Salvator Mundi establerta i constant des del Trecento italià: el bust de Crist de mig cos i en vista frontal, revestit amb vestimenta reial, la mà dreta alçada en gest de benedicció i portant a l'esquerra el globus terrestre. A la taula del Museu d'Art de Girona el bust frontal de Crist és tallat ran de pit, sense mostrar per a res les mans, i porta túnica porpra –amb una inscripció brodada a l'orla del coll: EGO SUM VIA VERITAS ET VITA, “jo sóc el camí, la veritat i la vida”–.

## Atribució
Segons l'estudi del Dr. Joaquim Garriga i Riera, la taula del Museu d'art podria ser atribuïda a un seguidor del taller de Rogier der Weiden. El protagonisme nòrdic en la producció d'aquests dos tipus de “veròniques” devocionals és contundent i indiscutible. Haurem de limitar-nos a esmentar el simple nom d'alguns pintors que van destacar-hi: Rogier van der Weyden, Dirk Bouts i el seu fill Albrecht Bouts, Hans Memling, Gerard David, Quentin Massys, Joos van Cleve, etc. També haurem de limitar-nos a recordar que els dos models fixats per Van Eyck i Petrus Christus van experimentar aviat transformacions i creuaments molt variats –així, la prolongació del bust de la figura, just per deixar-hi aparèixer les mans amb diversos significats i funcions; o bé l'associació de la verònica de la Mare de Déu al costat de la de Crist, tant en la versió hieràtica del Mandylion, com en la sofrent de la Passió–. En tot cas, és imprescindible assenyalar una obra que segueix el model de Petrus Christus i que adduïm no només com a exemple iconogràfic, sinó per raons estilístiques, pel seu enllaç directe amb la pintura del Museu d'Art de Girona. Es tracta del Bust de Crist amb corona d'espines que apareix al revers d'una petita taula de 37 x 27 cm amb Retrat de dona jove (Londres, National Gallery), atribuïda al taller de l'etapa tardana de Rogier van der Weyden –l'anomenat segon període de Brussel·les–, d'entorn de 1450-1460, potser c. 1460. El precari estat de conservació d'aquesta pintura del revers no obsta per identificar-hi els trets ja familiars d'una verònica de Passió: cara frontal de Crist, cap cenyit per corona d'espines, barba –aquí curta i quasi arrodonida–, cabells llargs i ondulats que li cauen pel coll damunt les espatlles, túnica vermella, ulls i expressió facial serens; porta nimbe crucífer d'ornat vegetal sobre un perfil circular.
És precisament en una trama tan densa i entrellaçada de significats i de formes iconogràfiques i artístiques, com la que intentàvem plantejar aquí, que cal situar la pintura gironina del Salvator Mundi i que esdevé possible de recuperar-ne el sentit. Hi conflueixen els trets generals observats al Bust de Crist de Van der Weyden, pintat al revers del Retrat de dona jove de Londres, amb altres trets més directament despresos del model eyckià –com l'absència de la corona d'espines, que desplaçaria la taula gironina cap a la tipologia del Mandylion–. Són poc rellevants les diferències del nimbe, que a Girona és radiant, bé que amb lleus floritures que suggereixen la forma de creu, o les de la barba, aquí més aviat llarga i arrodonida en comptes de bifurcada. Confirmen la combinació o fusió d'ambdós models algun detall més, com la presència a Girona de les lletres “alfa” i “omega” [Α/Ω] en el títol Salvator Mundi, ja remarcada abans, i 
igualment la inscripció brodada a l'orla de la túnica porpra de Crist, EGO SUM VIA VERITAS ET VITA, que també observàvem als marcs dels dos busts de Crist de Jan van Eyck. I encara, més enllà i tot de l'esquema iconogràfic i compositiu, cal subratllar les semblances, realment sorprenents, dels trets estilístics concrets de la taula gironina del Salvator Mundi amb els que manifesta el Bust de Crist amb corona d'espines del museu de Londres –al marge de les erosions de la superfície pictòrica que afecten la Verònica londinenca; la de Girona només ha sofert petits retocs en els cabells i el front i tres reintegracions més àmplies en l'àrea de la inscripció–. Les analogies d'estil semblen prou consistents per vincular l'autoria de totes dues pintures. Per tant, almenys provisionalment, podríem assignar la petita taula devocional de Girona al mateix taller tardà de Rogier van der Weyden a qui fins ara la majoria d'estudiosos ha atribuït la taula del 
Museu de Londres.

## Procedència
No podem afegir pràcticament res sobre les circumstàncies de la presència del Salvator Mundi a Girona, el moment de la seva arribada a la ciutat i la data exacta del seu ingrés al Museu Diocesà. Només tenim notícia que provenia del Palau episcopal gironí i en tot cas és segur que ja formava part del Museu Diocesà abans de 1955, perquè figura a la Guía publicada per Jaume Marquès aquell any (2ª ed., 1955). El manuscrit del mateix Jaume Marquès, Catálogo sis- temático del Museo Diocesano de Gerona, datat el 1959, registra la taula amb el núm. 258. Com a conclusió de l'estudi conduït fins aquí, sembla raonable sostenir que la pintura del Salvator Mundi remet a la prestigiosa tipologia del Mandylion o Bust de Crist posteyckià i que podem atribuir-la a algun membre o seguidor del taller de l'última etapa de l'activitat de Rogier van der Weyden, amb una datació d'entorn 1460.